# 第145任務部隊
第145任務部隊（だいいちよんごにんむぶたい、Task Force 145）は、イラクのテロリスト掃討のために臨時編成された部隊。アメリカ・イギリスの特殊部隊で構成されている。統合特殊作戦コマンド（JSOC）の指揮下にある。

## 沿革
部隊名は、これまで何度も変更されてきた。
2006年（平成18年）6月7日から6月8日にかけてバグダード北方のバアクーバ近郊にある「イラクの聖戦アルカーイダ組織」のアブー・ムスアブ・アッ＝ザルカーウィーの潜伏先にアメリカ空軍のF-16が500ポンド爆弾による爆撃をした直後に、現場に突入した。
アメリカの報道では「ドリームチーム」と呼ばれ、実際にその名に恥じぬ世界でも実績のある特殊部隊によって編成されている。

## 任務
アブー・ムスアブ・アッ＝ザルカーウィー殺害作戦支援の他、オサマ・ビンラディン容疑者率いるアルカーイダのメンバー殺害や拘束を主な任務とする。

## 構成部隊
基本的には、デルタフォース、DEVGRUにこれを支援する第75レンジャー連隊、ナイトストーカーズ、第24特殊戦術中隊、SAS、SBSにこれを支援する特殊部隊支援群という組み合わせで運用されるが、必要に応じてイラクに派遣されている部隊を組み込む。（場合によってはイラクに派遣されている全特殊部隊を指揮下に置くことも想定されている）
- アメリカ陸軍 第1特殊作戦部隊デルタ分遣隊（デルタフォース）
- アメリカ海軍 DEVGRU（旧SEALチーム6）
- アメリカ陸軍 第75レンジャー連隊(75th RGR RGT)
- アメリカ陸軍 第160特殊作戦航空連隊（ナイトストーカーズ）
- アメリカ空軍 第24特殊戦術中隊
- イギリス陸軍 第22特殊空挺連隊（SAS）
- イギリス海兵隊 特殊舟艇部隊（SBS）
- 特殊部隊支援群（SFSG）
  - 陸軍落下傘連隊第1大隊
  - イギリス海兵隊
  - 空軍連隊
- アメリカ中央情報局 特殊活動部（SAD）

この他に、アメリカ陸軍第82空挺師団の数個大隊を指揮下に組み込む予定である。